# Abbasqulu Bakıxanov
Abbasqulu Mirzə Məhəmməd oğlu Bakıxanov, ps. Qüdsi (ur. 1794, zm. 1847) – azerski pisarz, działacz kulturalny i uczony. 

## Życiorys
Napisał monografię dziejów Azerbejdżanu od czasów najdawniejszych do XIX wieku (Golestan-e Eram). Oprócz tego pisał również inne prace historyczne i filologiczne, traktaty filozoficzne, opowiadania satyryczne i utwory poetyckie.